# Anthurium renteriae
Anthurium renteriae är en kallaväxtart som beskrevs av Thomas Bernard Croat. Anthurium renteriae ingår i släktet Anthurium och familjen kallaväxter. Inga underarter finns listade.